# いますぐ輪廻
「いますぐ輪廻」（いますぐりんね、Retry Now）は、なきそによって制作され、2025年8月1日に公開された楽曲。VOCALOIDの初音ミクを使用している。

## 概要
2025年8月1日にYouTubeとニコニコ動画に投稿され、2025年8月2日には、Spotifyなどで配信リリースされた。OTOTOYではハイレゾで配信されている。
「メズマライザー」や「雑魚」のミュージック・ビデオ制作で知られるchannelがMVを担当している。仏教用語やスピリチュアルの要素を含んでいる。

## 内容
音楽的には、キックとスラップベースから導入となり、アルペジオが奏でるメロディのサビから始まる。その後、ハードなベースを利かせたテクノへと移行する。
輪廻をテーマとしており、MVでは、曲に登場する「私」が、魔法少女に扮して鮮血に染まった斧、バット、ハンマーなどを持ち、「来世でも会う」ために結ばれない現実に直面した相手を殺すという内容が描かれる。

## 反応
本作は公開されてすぐに国内外で話題を集め、MVの考察などが行われた。2025年8月1日～7日付のオリコン週間YouTubeチャートで初登場4位となり、2025年8月4日～10日付のBillboard JAPAN「ニコニコ VOCALOID SONGS TOP20」で1位となった。Billboard Global Japan Songs excl. Japanでは30位となった。また、「MV Chart Focus」でも1位となった。2025年8月20日付のBillboard Japan Heatseekers Songsでは初登場3位となった。
MVは2025年8月20日時点で1100万回再生された。